# 石增荣
石增荣（1897年—1976年），辽宁辽阳人，中华人民共和国政治人物。
1926年获日本文部省医学博士学位，担任眼科专家。哈尔滨医科大学教授、眼科教研室主任。1954年，当选第一届全国人民代表大会代表，1959年加入中国共产党。